# David Cronenberg
David Cronenberg (født 15. marts 1943, Toronto, Canada) er en canadisk filminstruktør, der debuterede med kortfilmen Transfer i 1966 og siden da har instrueret over tredive film.

## Filmografi
(TV-film og -serier undladt.)
- Transfer (1966)
- From the Drain (1967)
- Stereo (1969)
- Crimes of the Future (1970)
- The Parasite Murders (britisk titel: Shivers) (1975)
- Rabid (1977)
- The Brood (1979)
- Scanners (1981)
- Videodrome (1983)
- The Dead Zone (1983)
- Fluen (The Fly) (1986)
- Blodbrødre (Dead Ringers) (1988)
- Nøgen frokost (Naked Lunch) (1991)
- M. Butterfly (1993)
- Crash (1996)
- eXistenZ (1999)
- Spider (2002)
- A History of Violence (2005)
- Eastern Promises (2007)
- A Dangerous Method (2011)
- Crimes of the Future (2022)